# Мендоса-и-Луна, Хуан де
Хуан де Мендо́са-и-Луна, 2-й маркиз Монтес Кларос (исп. Juan de Mendoza y Luna, segundo marqués de Montes Claros; январь 1571, Гвадалахара, Испания — 9 октября, 1628, Мадрид, Испания) — испанский дворянин, писатель и чиновник высокого ранга. Вице-король Новой Испании 1603 по 1607 годы, вице-король Перу с 1607 по 1615 годы.

## Ранняя карьера
В юности Хуан де Мендоса служил в звании капитана в армии герцога Альба во время португальской кампании. За свои заслуги он был представлен к ордену Сантьяго. Позже он был назначен на пост губернатора Севильи. 19 мая 1603 года он был назначен на пост вице-короля Новой Испании.

## Вице-король Новой Испании
В должность Хуан де Мендоса вступил 26 октября 1603 года, в колонию он прибыл вместе со своей женой Анной. Первым его делом на посту вице-короля стало расследование деятельности предыдущего вице-короля Гаспара де Суньига, впоследствии он был обвинён в чрезмерных тратах и превышениях власти.
В августе 1604 года в Мехико случилось сильное наводнение, повлёкшее множество разрушений, Хуан де Мендоса предложил перенести столицу на соседние холмы Такубайа, но это было признано слишком дорогим. Было решено построить большой дренажный канал, но это также потребовало больших усилий и средств, и заняло много времени, на работах по постройке было задействовано около 15000 индейцев. После наводнения была восстановлена разрушенная плотина и проложены новые улицы, однако часть города оставалась под водой ещё около года.
В правление Мендосы был построен каменный акведук, приведший воду с источников Чапультепека к центру города. Также при нём было проложено несколько каналов и булыжных мостовых.
Хуан де Мендоса снял некоторые ограничения, касавшиеся свободы передвижения коренного населения колонии.
20 ноября 1606 года Хуан де Мендоса был назначен на пост вице-короля Перу, ему было приказано оставаться в Новой Испании до прибытия преемника. Новый вице-король прибыл в июле следующего года, и Мендоса отплыл из Акапулько в Лиму.

## Вице-король Перу
В должность вице-короля Перу Хуан де Мендоса вступил 21 декабря 1607 года. Одним из первых его деяний на посту вице-короля стало укрепление флота в колонии. В его правление была проведена первая перепись населения Лимы, в столице был также построен первый каменный мост через реку Римак. Он стал известен в колонии благодаря тому, что защищал коренное население, а также докладывал королю о том, что религиозные организации в колонии, в частности иезуиты, чрезмерно обогащаются.
При Хуане Мендосе была открыта крупная на тот момент шахта по добыче ртути в Хуанкавелике.

### Перепись населения Лимы
Маркизом де Монтескларос в 1614 году была проведена перепись населения Лимы, согласно которой в городе проживало 25154 человека, из них: испанцев и креолов — 5257, испанок — 4359, негров-рабов — 4529, негритянок — 5857, мулатов и мулаток — 744, индейцев — 1116, индианок — 867, метисов и метисок — 192, монахов, монахинь и их обслуги — 2227.

## Последующая карьера
В 1615 году его полномочия закончились и Хуан де Мендоса отправился в Испанию, где он был хорошо принят королём и впоследствии назначен на пост государственного и военного советника. Позже он стал главой Гасиенды (казначейства), а затем главой Арагона. В 1621 году король Филипп IV пожаловал ему титул гранда Испании.
Хуан де Мендоса скончался в Мадриде в 1628 году в возрасте 57 лет.